# Una storia importante
" Una storia importante " (en español 'Una historia importante') es una canción de 1985 compuesta por Eros Ramazzotti, Piero Cassano y Adelio Cogliati, arreglada por Celso Valli e interpretada por Eros Ramazzotti . Con esta canción Ramazzotti regresó al Festival de Música de San Remo después de ganar la competencia de recién llegados el año anterior ;  la canción solo quedó en sexto lugar, pero fue la más exitosa comercialmente entre las entradas en competencia.   El sencillo vendió más de un millón de copias,   en particular, vendió más de 625.000 copias en Francia. 

## Lista de canciones
| Sencillo |                         |          |  |
| N.º      | Título                  | Duración |  |
| 1.       | «Una storia importante» | 3:35     |  |
| 2.       | «Respiro nel blu»       | 3:25     |  |

## Listas
| Listas (1985–86)          | Mejor posición |
| ------------------------- | -------------- |
| Italia (Musica e dischi)  | 1              |
| Francia (SNEP)            | 2              |
| Suiza (Schweiz Hitparade) | 7              |

## Certificaciones
| Región        | Certificación | Certificado en unidades/ventas |
| ------------- | ------------- | ------------------------------ |
| Italia (FIMI) | Oro           | 50,000‡                        |

Nota:  ‡ Las cifras de ventas y transmisión se basan únicamente en la certificación.